# Чемпіонат Європи з боротьби 1996
 Чемпіонат Європи з боротьби 1996 року  проходив роздільно: з вільної боротьби серед чоловіків та греко-римської боротьби — у березні в Будапешті (Угорщина), з жіночої боротьби — у червні в Осло (Норвегія).
Розігрувалося 29 комплекти нагород: по 10 — у греко-римській і вільній боротьбі серед чоловіків та 9 — у жіночій боротьбі.

## Розподіл нагород
| Місце               | Країна              | Золото | Срібло | Бронза | Загалом |
| ------------------- | ------------------- | ------ | ------ | ------ | ------- |
| 1                   | Росія               | 9      | 4      | 5      | 18      |
| 2                   | Туреччина           | 4      | 1      | 0      | 5       |
| 3                   | Україна             | 3      | 3      | 5      | 11      |
| 4                   | Франція             | 3      | 0      | 2      | 5       |
| 5                   | Польща              | 2      | 1      | 3      | 6       |
| 6                   | Німеччина           | 1      | 4      | 4      | 9       |
| 7                   | Угорщина            | 1      | 2      | 0      | 3       |
| 8                   | Білорусь            | 1      | 1      | 1      | 3       |
| 9                   | Австрія             | 1      | 1      | 0      | 2       |
| 9                   | Болгарія            | 1      | 1      | 0      | 2       |
| 11                  | Азербайджан         | 1      | 0      | 2      | 3       |
| 12                  | Грузія              | 1      | 0      | 0      | 1       |
| 12                  | Швеція              | 1      | 0      | 0      | 1       |
| 14                  | Вірменія            | 0      | 3      | 1      | 4       |
| 15                  | Італія              | 0      | 2      | 1      | 3       |
| 16                  | Словаччина          | 0      | 2      | 0      | 2       |
| 17                  | Молдова             | 0      | 1      | 1      | 2       |
| 17                  | Норвегія            | 0      | 1      | 1      | 2       |
| 19                  | Греція              | 0      | 1      | 0      | 1       |
| 19                  | Румунія             | 0      | 1      | 0      | 1       |
| 21                  | Ізраїль             | 0      | 0      | 1      | 1       |
| 21                  | Північна Македонія  | 0      | 0      | 1      | 1       |
| Загалом (22 збірні) | Загалом (22 збірні) | 29     | 29     | 28     | 86      |

## Медалісти

### Греко-римська боротьба
| Категорія    | Золото            | Срібло              | Бронза                |
| ------------ | ----------------- | ------------------- | --------------------- |
| до 48 кг     | Зафар Гулієв      | Йоанніс Агаджанян   | Франческо Константіно |
| до 52 кг     | Андрій Калашников | Армен Назарян       | Альфред Тер-Мкртчян   |
| до 57 кг     | Шереф Ероглу      | Маріан Санду        | Рифат Їлдиз           |
| до 62 кг     | Сергій Мартинов   | Григорій Комишенко  | Мхітар Манукян        |
| до 68 кг     | Аттіла Репка      | Олександр Третьяков | Гані Ялуз             |
| до 74 кг     | Назмі Авлуджа     | Володимир Копитов   | Ерік Хан              |
| до 82 кг     | Гамза Єрлікая     | Петер Фаркаш        | Гоча Циціашвілі       |
| до 90 кг     | Гогі Когуашвілі   | Майк Булльман       | В'ячеслав Олійник     |
| до 100 кг    | Сергій Лиштван    | Ігор Грабовецький   | Анджей Вронський      |
| свыше 100 кг | Олександр Карелін | Петро Коток         | Сергій Мурейко        |

### Вільна боротьба
| Категорія    | Золото            | Срібло            | Бронза               |
| ------------ | ----------------- | ----------------- | -------------------- |
| до 48 кг     | Віктор Єфтені     | Армен Мкртчян     | Вугар Оруджев        |
| до 52 кг     | Володимир Тогузов | Іван Цонов        | Намік Абдуллаєв      |
| до 57 кг     | Серафим Бирзаков  | Гарун Доган       | Аріф Абдуллаєв       |
| до 62 кг     | Магомед Азізов    | Джованні Скіллачі | Сергій Смаль         |
| до 68 кг     | Вадим Богієв      | Араїк Геворгян    | Заза Зазіров         |
| до 74 кг     | Бувайсар Сайтієв  | Родіон Кертанті   | Валерий Верхушин     |
| до 82 кг     | Магомед Ібрагімов | Ласло Дворак      | Хаджимурад Магомедов |
| до 90 кг     | Ельдар Куртанідзе | Гайко Бальц       | Сагід Муртазалієв    |
| до 100 кг    | Марек Гармулевич  | Мілан Мазац       | Давид Мусульбес      |
| свыше 100 кг | Махмут Демір      | Свен Тіле         | Мераб Валієв         |

### Жіноча боротьба
| Категорія | Золото                   | Срібло             | Бронза             |
| --------- | ------------------------ | ------------------ | ------------------ |
| до 44 кг  | Світлана Колотиріна      | Альмут Ляйтгеб     | Юлія Войтова       |
| до 47 кг  | Анжелік Бертене          | Ольга Кошмак       | Метте Барльє       |
| до 50 кг  | Олена Єгошина            | Таня Заутер        | Йоанна Урбанська   |
| до 53 кг  | Анна Гоміс               | Анджела Латтанціо  | Ольга Смирнова     |
| до 57 кг  | Сара Ерікссон            | Лене Онес          | Наталля Іванова    |
| до 61 кг  | Нікола Гартман           | Анна Удіч          | Ельміра Магомедова |
| до 65 кг  | Малгожата Басса-Рогуська | Ельміра Курбанова  | Сандра Гронерт     |
| до 70 кг  | Ніна Енгліх              | Евгенія Осипенко   | Ліз Легран         |
| до 75 кг  | Ванесса Сіві             | Тетяна Комарницька | Моніка Ковальська  |